# Compte de conscience
Le Compte de conscience (ou manifestation de conscience), du latin ‘Ratio Conscientiae’, est un usage religieux pratiqué dans la Compagnie de Jésus, par lequel un sujet manifeste l'état de sa conscience à son supérieur religieux afin que ce dernier, le connaissant intimement, puisse mieux le diriger autant dans son progrès spirituel qu’en la mission apostolique qui lui est confiée. En théorie comme dans la pratique, le compte de conscience est à distinguer clairement du sacrement de la confession.

## Histoire
Manifester l’état intérieur de son âme est une pratique religieuse qui date des premiers temps de la vie religieuse chrétienne. Elle est déjà connue au IVe siècle, et pratiquée spontanément par les disciples d’Antoine du désert, l’ermite de la Thébaïde, auprès duquel ils cherchent soutien et aide en vue de progresser dans leur relation avec Dieu. Les ‘Conférences de Cassien en font mention comme d’un usage courant parmi les moines du désert. Il s’agit alors strictement de rechercher l’aide d’un guide en vue du progrès spirituel, chaque ermite étant indépendant.  
Au XIIIe siècle, Saint Bonaventure, ministre général des franciscains, permet aux supérieurs de son Ordre d’utiliser ce qu’ils apprennent au cours de l’ouverture de conscience’ pour adapter les observances de la règle aux capacités des religieux sous leur autorité.  
Au XVIe siècle, Ignace de Loyola étend largement cette pratique : « Tous, aussi bien les Profès que les Coadjuteurs formés, devront être prêts à lui [le supérieur] ouvrir leur conscience en confession ou en secret ou de toute autre manière, en raison de la grande utilité qu’il y a à cela. » Avec Saint Ignace le but du compte de conscience est toujours de venir en aide au religieux dans son progrès spirituel mais à cela s’ajoute un aspect de gouvernance et une dimension apostolique. Le compte de conscience permet au supérieur de diriger de manière appropriée cette personne dans le choix des missions qui lui sont confiées. 
Par la suite, un grand nombre d’instituts religieux, de clercs comme de laïcs, et surtout ceux ayant une orientation apostolique, suivent l’exemple de saint Ignace et imposent, de par leurs constitutions et règles, que les religieux s’ouvrent en ‘manifestation de conscience’ à leur supérieur.   
Des abus ayant été constatés, Léon XIII interdit en 1890 (le décret Quemadmodum du 17 décembre 1890) que l’ouverture de conscience au supérieur soit imposée aux religieux en vertu de leur vœu d'obéissance. Cette interdiction est incorporée dans le code de droit canon de 1917 [Canon 530 §1]. L’ouverture de conscience comme démarche volontaire est encouragée. Cependant en 1929 le pape Pie XI approuve à nouveau, pour les jésuites, ce que leurs Constitutions stipulent en ce domaine.  
Comme d’autres auparavant, la 31e Congrégation générale des jésuites (1965-66) rappela l’importance du compte de conscience dans le ‘gouvernement spirituel’ tel qu’envisagé pour la Compagnie de Jésus par Ignace de Loyola. Elle déclara que cette pratique, correctement comprise, doit continuer, et qu’elle fait partie des éléments essentiels de l’institut de la Compagnie [GC 31, décret 8, no 8]. La même interdiction et même canon [devenu Canon 630§5] étant repris dans le nouveau code de droit canonique de (1985), la même exception reste valide, confirmant cette pratique telle que définie dans ses Constitutions propres.

## Utilité du compte de conscience
Dans les Constitutions le compte de conscience est introduit ainsi : « plus les supérieurs seront au fait des affaires intérieures et extérieures plus ils pourront avec plus d’attention, d’amour et de soin, les aider et préserver leurs âmes des maux et dangers  qui pourraient se présenter à l’avenir » [Constitutions, no 92] 
Le contexte et le but de cette pratique est toujours de venir en aide à la personne qui s’y soumet. 
Les bénéfices et avantages sont les suivants. Trois concernent la personne, et le quatrième le gouvernement de la Compagnie de Jésus.
- Une connaissance aussi complète que possible de leurs sujets permet aux supérieurs de mieux les diriger spirituellement ‘dans la voie du Seigneur’ [Const. no 91]
- Une connaissance des inclinations, défauts et faiblesses de leurs sujets permet aux supérieurs de les diriger sans les exposer à des situations qui seraient au-delà de leurs forces, ou épreuves plus grandes que celles qu’ils pourraient supporter [Const. no 92]
- Cette connaissance permet aux supérieurs de choisir la personne la plus appropriée pour une éventuelle mission apostolique [Const. no 92].
- Avec la connaissance qu’il a de ses sujets le supérieur, tout en gardant le secret sur ce qu’il connait, peut mieux organiser les ressources humaines et spirituelles de sa juridiction, en vue du bien plus général de la Compagnie de Jésus[3].